# 彭历生
彭历生（1932年—），男，山东济南人，中国海防导弹技术专家，曾任320厂副总工程师兼660所所长、研究员级高级工程师、科学技术委员会副主任。